# Mühlenstraße 31 (Stralsund)
Das Wohnhaus Mühlenstraße 31 in Stralsund ist ein denkmalgeschütztes Bauwerk in der Mühlenstraße.

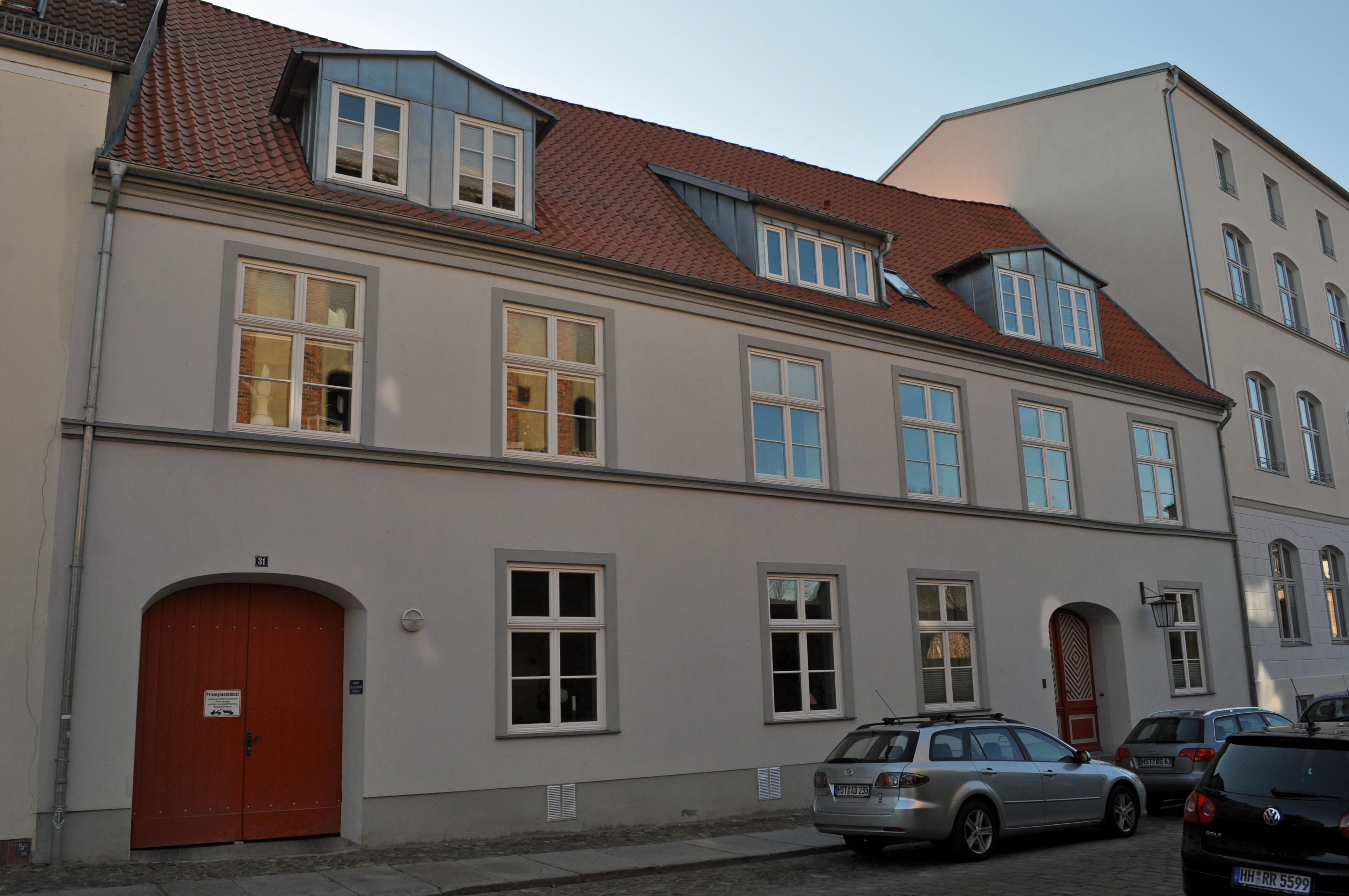
Haus Mühlenstraße 31 in Stralsund (2012)

Das zweigeschossige Traufenhaus wurde um die Mitte des 18. Jahrhunderts errichtet. Die Putzfassade des sechsachsigen Gebäudes weist als Schmuckelement ein Gurtgesims auf. Das Portal ist korbbogenförmig ausgeführt.
Das Haus im Kerngebiet des von der UNESCO als Weltkulturerbe anerkannten Stadtgebietes des Kulturgutes „Historische Altstädte Stralsund und Wismar“ ist in die Liste der Baudenkmale in Stralsund eingetragen.